# Теренино (село, Смоленская область)
Тере́нино — село  в  Смоленской области России,  в Ельнинском районе. Расположено в юго-восточной части области  в 26  км к востоку от города Ельня, в 4 км к северу от  автодороги Р96 Новоалександровский(А101)- Спас-Деменск — Ельня — Починок . Железнодорожная станция на линии Смоленск-Сухиничи.
Население — 277 жителей (2007 год). Административный центр Теренинского сельского поселения.

## История
В годы Великой Отечественной войны деревня была местом ожесточённых боёв и была оккупирована гитлеровскими войсками в октябре 1941 года.  Была освобождена в августе 1943 года

## Экономика
Сельхозпредприятия .